# Olbia Challenger 1999
L'Olbia Challenger 1999 è stato un torneo di tennis facente parte della categoria ATP Challenger Series nell'ambito dell'ATP Challenger Series 1999. Il torneo si è giocato a Olbia in Italia dal 19 al 25 luglio 1999 su campi in cemento.

## Vincitori

### Singolare
Stefano Pescosolido ha battuto in finale  Giorgio Galimberti con il punteggio di 6–7, 6–4, 7–6

### Doppio
Omar Camporese /  Giorgio Galimberti hanno battuto in finale  Filippo Messori /  Massimo Valeri con il punteggio di 6–4, 6–1